# 池原冬実
池原 冬実（いけはら ふゆみ、1988年12月23日 - ）は、日本の元レースクイーン、モデル。
熊本県出身。ワンエイトプロモーションに所属していた。

## 来歴・人物
- 学生時代から地元・熊本県にあるモデル事務所「バレンタインデュウ」（スザンヌの妹・マーガリン他が所属している事務所）に所属し、モデル・レポーターとして活動。2008年5月にはオートポリスのサーキットクイーンに選ばれ、1年間務めた。
- 2010年、ワンエイトプロモーションへの所属をきっかけに上京。同年、立花ゆか、植田早紀、春菜めぐみと共にSUPER GT「Teamマッハ車検GAL」を務める。
- 2011年12月31日、自らのブログでワンエイトプロモーションを退所することを発表。翌年2月29日付でワンエイトを除籍した[1]。
- 趣味：旅行、音楽鑑賞、映画鑑賞
- 特技：書道、料理、ヘアメイク
- 兄が1人いる（本人のブログより）。

## 出演

### テレビ
- ふるさと情報局（熊本朝日放送）
- 駅前TVサタブラ（熊本朝日放送）
- ピッチでアンサー ワールドカップクイズ（NHK-BS1・2010年5月22日） - 植田早紀と共にアシスタントとして出演

### CM
- ミンティア（アサヒフード&ヘルスケア）
- エンペラーグループ

## DVD
- MAKE-UP（オルスタックピクチャーズ・2010年10月29日発売）